# Ormožské jezero
Ormožské jezero (chorvatsky a slovinsky Ormoško jezero) je přehrada a vodní nádrž, nacházející se na hranici Chorvatska a Slovinska. Slouží k zásobování vodou chorvatské vodní elektrárny Varaždin, se kterou je spojeno pomocí umělého kanálu. Přehrada byla vystavěna v roce 1982 a vzniklá vodní nádrž byla pojmenována podle nedalekého města Ormož. Vodní nádrž je od roku 1992 přírodní rezervací.